# Kleostratos von Tenedos
Kleostratos von Tenedos (altgriechisch Κλεόστρατος ὁ Τενέδιος Kleóstratos ho Tenédios) war ein antiker griechischer Astronom, Dichter und Vorsokratiker.

## Leben
Die Lebensdaten des Kleostratos sind unbekannt, doch wird angenommen, er könnte ein Schüler des Thales gewesen sein, da dieser auf Tenedos, der Heimat des Kleostratos, starb. Somit wäre er ins 6. Jahrhundert v. Chr. zu datieren. Aber nicht nur die Lebensdaten sind unsicher, auch seine astronomischen Leistungen sind umstritten und nur vage überliefert.

## Werk
Kleostratos schrieb ein astronomisches Gedicht, die Astronomia oder Phainomena, von dem jedoch nur zwei Verse überliefert sind:
„Wenn Bootes nach seinem Spätuntergang 83 Tage am Nachthimmel verbringt, dann geht der Anfang des Skorpions in der Morgendämmerung unter, zusammen mit den ersten Sternen des Bootes.“
Andere antike Autoren berichten, dass er als erster die Tierkreiszeichen auf der Ekliptik erkannt habe, und zwar zuerst den Widder und den Schützen. Er erkannte auch als erster die beiden Haedi (lat. Haedi = Zickenböcklein) genannten Sterne im Sternbild Fuhrmann. Im antiken Griechenland hießen sie Ai Eriphoi (altgriechisch αι έριφοι = die Zicklein), der Hauptstern Amaltheia und das Sternbild Heniochus (altgriechisch ἡνίοχος = Wagenlenker). Dies sollte an die mythische Überlieferung erinnern, nach der die Zeige Amaltheia, die gerade erst zwei Zicklein geboren hatte, den Gott Zeus säugte.
Censorinus berichtet zudem, Kleostratos und nicht Eudoxos von Knidos habe die Oktaedris, den achtjährigen Kalenderzyklus, eingeführt. Auch soll er Himmelsbeobachtungen vom Berge Ida gemacht haben.

## Rezeption
Der Mondkrater Cleostratus ist nach dem antiken Astronomen benannt.